# Konstantin Wassiljewitsch Akaschew
Konstantin Wassiljewitsch Akaschew (russisch Константин Васильевич Акашев; * 30. Septemberjul. / 12. Oktober 1888greg. im Dorf Machalino, Gouvernement Witebsk; † 9. April 1931 in Moskau) war ein russisch-sowjetischer Revolutionär, Pilot und 1920 Oberbefehlshaber der Luftflotte der Roten Armee.

## Leben
Akaschew besuchte die Realschule. Er war aktives Mitglied der Kiewer Gruppe der anarchistisch-kommunistischen Schwarzbanner-Leute. 1907 wurde er wegen Beteiligung an dem Attentat auf Premierminister Pjotr Arkadjewitsch Stolypin verhaftet und 1908 in das Turuchansk-Gebiet verbannt. 1909 flüchtete er ins Ausland.
1911 absolvierte Akaschew  Giovanni Battista Capronis Flugschule in Vizzola Ticino.
1914 studierte Akaschew in Paris an der École Supérieure d’Aéronautique et de Constructions Mécaniques. Nach Beginn des Ersten Weltkriegs trat er als Freiwilliger in die französischen Luftstreitkräfte ein und absolvierte 1915 die Militärflugschule. Im selben Jahr kehrte er nach Russland zurück und arbeitete in einem Luftfahrt-Werk.
Akaschew nahm in Petrograd an der Oktoberrevolution teil und wurde im Dezember 1917 Vorsitzender des Allrussischen Kollegiums für die Verwaltung der bisherigen kaiserlich-russischen Luftstreitkräfte, das den Aufbau der neuen Luftflotte der Roten Armee vorbereitete und für Ausbildung und Versorgung sorgte.
Im Russischen Bürgerkrieg wurde Akaschew 1918 Kommandeur der Luftstreitkräfte der 5. Armee der Ostfront der Roten Armee in Kasan. Im Dezember 1918 wurde er Chef der Luftflotte der Südfront und bombardierte mit einer Sikorsky Ilja Muromez Kavallerie-Einheiten Konstantin Konstantinowitsch Mamontows. Von März 1920 bis Februar 1921 war Akaschew Oberbefehlshaber der Luftflotte der Roten Armee. Alexander Stepanowitsch Worotnikow war sein Vorgänger und Andrei Wassiljewitsch Sergejew sein Nachfolger.
1922 nahm Akaschew an den internationalen Luftfahrt-Konferenzen in London und Rom teil und war Berater bei der Konferenz von Genua.
Akaschew arbeitete in leitenden Positionen in Flugzeugwerken in Leningrad und Moskau und lehrte an der Militärakademie für Ingenieure der Luftstreitkräfte „Prof. N. J. Schukowski“.
Im Zusammenhang mit dem von Israil Moissejewitsch Leplewski von der OGPU organisierten sogenannten Frühling-Prozess gegen Offiziere der Roten Armee, die vorher in der Kaiserlich Russischen Armee und vor allem in den Garderegimentern gedient hatten, sowie auch weiße Offiziere wurde Akaschew im 3. März 1930 verhaftet. Nach ihm wurde sein Freund Chariton Nikanorowitsch Slaworossow verhaftet, den er seit seiner Zeit in Frankreich kannte. Am 3. April 1931 verurteilte das Kollegium der OGPU Akaschew wegen Spionage zum Tode. Am 9. April 1931 wurde Akaschew erschossen. Er wurde auf dem Moskauer Wagankowoer Friedhof begraben.
Akaschew wurde am 1. September 1956 rehabilitiert.